# Maankraterbenamingen van Michael van Langren

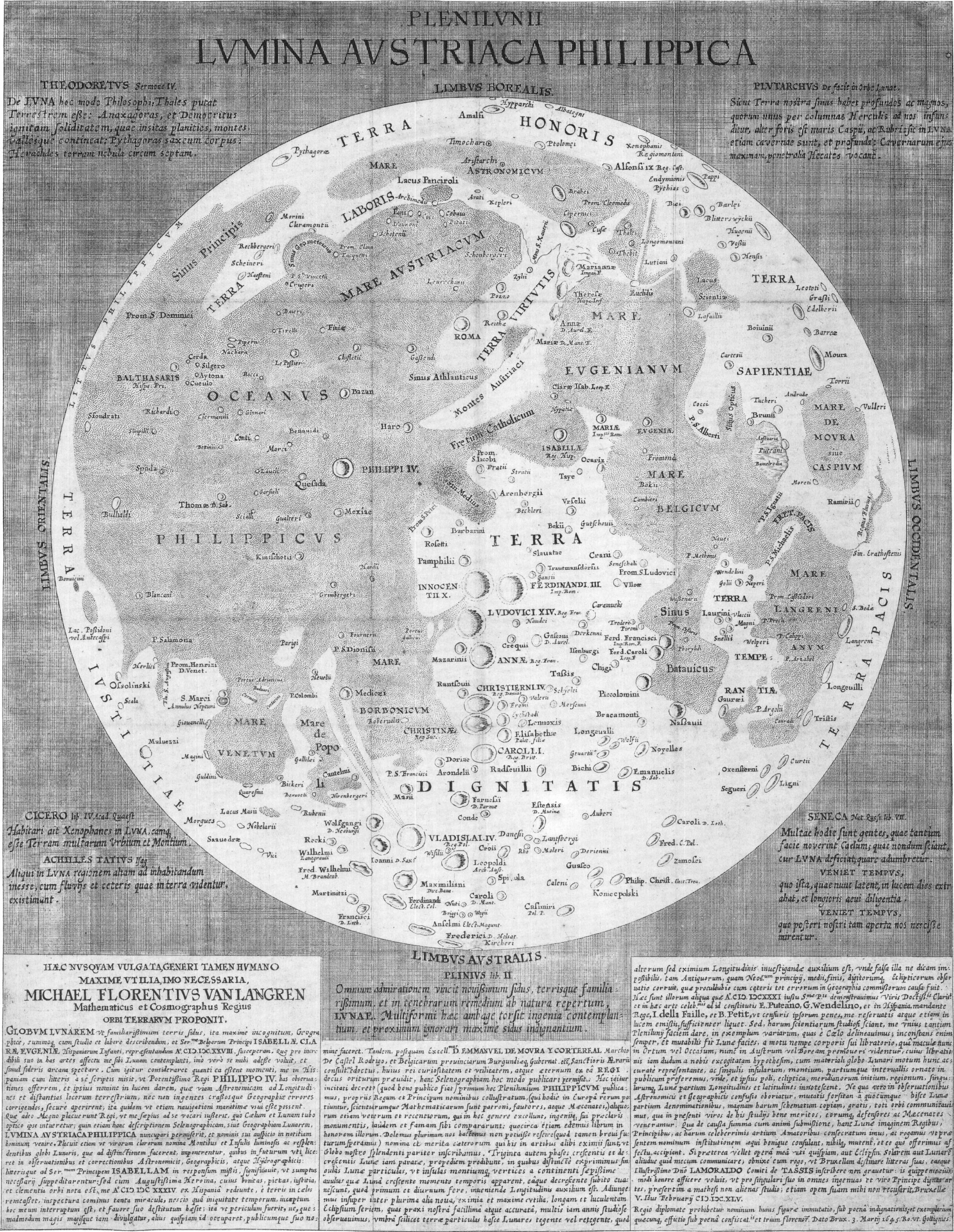
Maankaart van Langrenus (1645)

Deze pagina bevat een alfabetisch register van alle benamingen afgebeeld op de maankaart van Michel Florent van Langren (Langrenus).

## Alfabetisch register en concordantielijst
De benamingen en plaatsbepalingen volgend na de gelijkheidstekens zijn afkomstig uit de lijst van officieel erkende namen, vastgesteld door de Internationale Astronomische Unie (IAU). Sommige niet-erkende namen van andere selenografen zoals Johannes Hevelius, Giovanni Battista Riccioli, William Radcliffe Birt, Philipp Johann Heinrich Fauth, Felix Chemla Lamech, Hugh Percy Wilkins en Patrick Moore, zijn ook in het alfabetisch register vermeld. Deze namen zijn cursief weergegeven. Ook opgenomen in dit register zijn een aantal bijnamen afkomstig van de NASA, in het teken van het Apolloprogramma.

### A
- Aestuaria Bamelrodia = Palus Somni, ten westen van Mare Crisium.
- Albategni = Euctemon, nabij de noordpool van de maan.
- Alfonsi IX Reg. Cast. = Democritus, aan de oostnoordoostelijke uitloper van Mare Frigoris.
- Amalfi = Barrow, nabij de noordpool van de maan.
- Andradae = Mare Crisium omega (ω), aan het noordwestelijk gedeelte van de rand van deze zee, in Johannes Hevelius's Montes Alani.
- Annae D. Aurel. F. = Montes Caucasus gamma (γ), aan de noordwestelijke rand van Mare Serenitatis.
- Annae Reg. Fran. = Arzachel.
- Annulus Neptuni = Gassendi, aan de noordelijke rand van Mare Humorum.
- Anselmi Elect. Mogunt. = Casatus, nabij de zuidzuidwestelijke rand van de maan, ten zuidwesten van Clavius.
- Arati = Plato tau (τ).
- Archimedis = Montes Teneriffe iota (ι), net ten zuiden van Plato.
- Arenbergi = het verweerde kraterduo Murchison en Pallas tussen Sinus Aestuum en Sinus Medii.
- Aristarchi = Archytas, in Mare Frigoris.
- Arondelii = Lexell A, ten zuidoosten van de walvlakte Deslandres (Philipp Johann Heinrich Fauth's Hörbiger).
- Auberi = Nicolai, ten westen van Janssen.
- Aytona = Montes Harbinger beta (β), ten noordoosten van Aristarchus.

### B
- Badvari = gebied met hoog albedo omstreeks de Andreus heuvels (Andreus hills) ten oosten van Gassendi (de Andreus heuvels zijn aldus vernoemd op de maankaart van Rand McNally, alsook op de maankaarten in de boeken van Patrick Moore).
- Baieri = Delisle, in het westelijk gedeelte van Mare Imbrium.
- Bakii = Arago, in het westelijk gedeelte van Mare Tranquillitatis.
- Balthasaris Hispa. Pri. = Aristarchus.
- Barbarini = Mosting, ten westzuidwesten van Sinus Medii.
- Barlaei = Atlas A of Atlas alpha (α).
- Barreae = Burckhardt, ten noorden van Mare Crisium en Cleomedes.
- Bazan = Pytheas, in het zuidelijk gedeelte van Mare Imbrium.
- Bechleri = Triesnecker, in Sinus Medii.
- Bekii = Godin, het zuidelijke lid van het kraterpaar Agrippa-Godin ten oosten van Sinus Medii.
- Benavidi = Gay-Lussac nu (ν), in Montes Carpatus.
- Bervoeti = Ramsden, in het westelijk gedeelte van Palus Epidemiarum.
- Bettinii = het kraterpaar Bessarion en Bessarion E, in Oceanus Procellarum (Bessarion E was Hugh Percy Wilkins's en Patrick Moore's Virgil).
- Biaei = Hercules, het westelijke lid van het kraterpaar Atlas-Hercules tussen Lacus Mortis en Lacus Temporis.
- Bichi = Riccius, ten noordwesten van Janssen.
- Bickeri = Vitello, aan het zuidelijk gedeelte van de rand van Mare Humorum.
- Blancani = Flamsteed rho (ρ), in Oceanus Procellarum.
- Blitterswyckii = Atlas, het oostelijke lid van het kraterpaar Atlas-Hercules tussen Lacus Mortis en Lacus Temporis.
- Boivinii = Newcomb, in Montes Taurus.
- Bonvicini = het gebied met laag albedo op de vloer van Riccioli, ook wel Riccioli D genoemd.
- Bracamonti = Polybius, ten oosten van Rupes Altai.
- Brahei (Tycho) = Aristoteles.
- Briggi = Curtius B, ten noorden van Curtius in het bekraterde gebied omstreeks de zuidpool van de maan.
- Brunii = Carmichael (Macrobius A), het zuidelijke lid van het kraterpaar Carmichael-Hill ten oosten van Sinus Amoris.
- Bullialdi = Reiner gamma (γ). Deze wervelvormige formatie met relatief hoog albedo, in Oceanus Procellarum, is de enige in deze soort die door Michael van Langren werd genoemd naar een persoon. De door de IAU aanvaarde aanduiding Reiner gamma heeft betrekking tot de in de buurt liggende krater Reiner.

### C
- Caleni = Asclepi, ten westen van Hommel.
- Cambieri = Manners, in het westelijk gedeelte van Mare Tranquillitatis.
- Cantelmi = Cichus, ten oosten van Palus Epidemiarum.
- Caramuelis = Descartes C en Dollond E (beide komvormige kraters maken deel uit van een langwerpig gebied met hoog albedo).
- Caroli I Reg. Britt. = Walter, ten oosten van de walvlakte Deslandres.
- Caroli D. Loth. = Metius (Giovanni Battista Riccioli's Mulerius).
- Caroli D. Mant. = Jacobi, ten zuidoosten van Lilius.
- Cartesii = Römer, in Montes Taurus, ten noorden van Sinus Amoris.
- Casimiri Pol. P. = Mutus, ten noordwesten van Boussingault omstreeks de zuidzuidoostelijke rand van de maan.
- Cerda = Krieger, ten noordnoordoosten van Aristarchus.
- Chigi = Tacitus, ten noordnoordwesten van Rupes Altai.
- Chisletti = Lambert, in Mare Imbrium.
- Christierni IV Reg. Daniae = Purbach, ten zuiden van Arzachel.
- Christinae Reg. Suec. = Regiomontanus, ten noordoosten van de walvlakte Deslandres.
- Ciermanni = Brayley, in Oceanus Procellarum.
- Clarae Isab. Leop. F. = Sulpicius Gallus M, aan de zuidwestelijke rand van Mare Serenitatis, het Haemus gebergte (Montes Haemus).
- Claramontii = Bianchini, in Montes Jura, de boogvormige bergketen aan Sinus Iridum.
- Cobavi = Mons Pico, in het noordelijk gedeelte van Mare Imbrium.
- Cocci = Vitruvius, in het noordoostelijk gedeelte van Mare Tranquillitatis.
- Coci = Montes Teneriffe delta (δ).
- Conde Prin. = Nasireddin, ten westen van de onvolledige walvlakte Stöfler.
- Conradi = Wrottesley, ten westnoordwesten van Petavius.
- Contarini = gebied met hoog albedo omstreeks de heuvels Herigonius eta (η) en Herigonius pi (π) waarrond zich The Helmet vertoont, ten oosten van de Andreus heuvels (Andreus hills) en Gassendi. The Helmet is een gebied van 60 kilometer diameter dat er tijdens volle maan uitziet als een helm.
- Conti = Tobias Mayer alpha (α), in Montes Carpatus.
- Copernici = Eudoxus ten noorden van Mare Serenitatis.
- Cornaro = anoniem gebied met hoog albedo ter hoogte van de Andreus heuvels (Andreus hills) ten oosten van Gassendi.
- Crani = Delambre (Giovanni Battista Riccioli's S. Dionysius Areop.).
- Crequii = Airy, ten oosten van Arzachel.
- Croii = Heraclitus en Licetus, ten zuiden van de onvolledige walvlakte Stöfler.
- Crugeri = Promontorium Heraclides, aan het zuidelijke uiteinde van Montes Jura, de omhullende boogvormige bergketen van Sinus Iridum.
- Cuevio = Montes Harbinger alpha (α), ten noordoosten van Aristarchus.
- Curtii = Furnerius, het vierde of zuidelijkste lid van het opmerkelijke viertal Langrenus, Vendelinus, Petavius, Furnerius.
- Cusae = Eudoxus kappa (κ).

### D
- D'Auxoni = Montes Recti beta (β), in het noordelijk gedeelte van Mare Imbrium.
- Danesii = Clairaut, ten zuiden van Maurolycus.
- Derienni = Ideler en Ideler L, ten zuidoosten van Maurolycus, ten oostzuidoosten van Clairaut.
- Derkenni = Abulfeda, ten zuidzuidwesten van de landingsplaats van Apollo 16.
- Doriae = Hell, in het westelijk gedeelte van de walvlakte Deslandres (Philipp Johann Heinrich Fauth's Hörbiger).

### E
- Edelherii = Geminus, ten zuidwesten van de walvlakte Messala, nabij de noordoostelijke rand van de maan.
- Elisabethae Palat. Fil. = Aliacensis, ten oosten van de walvlakte Deslandres.
- Emanuelis D. Sab. = Stiborius, ten noordwesten van Janssen.
- Endymionis = Endymion (deze benaming werd door de IAU officieel erkend en bleef de oorspronkelijke plaats op de maan behouden).
- Estensis D. Mutinae = Maurolycus.
- Euclidis = Luther epsilon (ε), in het noordelijk gedeelte van Mare Serenitatis.
- Eugeniae = Plinius, in het noordnoordwestelijk gedeelte van Mare Tranquillitatis.
- Eychstadi = Werner, ten oostnoordoosten van de walvlakte Deslandres.

### F
- Farnesii D. Parmae = Orontius, ten noordoosten van Tycho.
- Ferd. Caroli Leop. F. = Cyrillus, ten westnoordwesten van Mare Nectaris, nabij Theophilus.
- Ferd. Francisci Imp. Rom. F. = Theophilus, ten noordwesten van Mare Nectaris, nabij Cyrillus.
- Ferdinandi III Imp. Rom. = Albategnius.
- Ferdinandi Elect. Col. = Blancanus, ten zuidwesten van Clavius.
- Finiae = Mons La Hire, in Mare Imbrium.
- Flumen S. Augustini = gebied omstreeks Zupus (de formatie Zupus, ten westnoordwesten van Mare Humorum, vertoont een zeer laag albedo).
- Fournerii = Darney, ten zuiden van Mare Cognitum.
- Francisci D. Loth. = Kircher, ten oosten van de walvlakte Bailly aan de zuidzuidwestelijke rand van de maan.
- Fred. C. Pal. = Fabricius.
- Fred. Wilhelmi M. Brandenb. = Schiller, de langwerpige krater omstreeks de zuidzuidwestelijke rand van de maan.
- Frederici D. Holstat. = Newton, omstreeks de zuidpool van de maan.
- Fretum Catholicum = Mare Vaporum en Sinus Aestuum.
- Fretum Pacis = anoniem gebied ten noordoosten van Taruntius, aan de noordelijke rand van Mare Fecunditatis.
- Fromi = Blanchinus, tussen la Caille en Werner.
- Fromondi = Ross, in het noordwestelijk gedeelte van Mare Tranquillitatis.

### G
- Gallilaei = Campanus, aan de zuidwestelijke rand van Mare Nubium, nabij het groepje heuvels dat op de Rand McNally maankaart de benaming Golubiz cluster heeft gekregen (tussen Campanus en de kraterrestant Kies).
- Gansii = Halley, ten noordoosten van Albategnius en ten zuidzuidoosten van de walvlakte Hipparchus. Halley is een onderdeel van de gekromde reeks van vier gevormd door de kraters Halley, Hind, Hipparchus C en Hipparchus L.
- Garsioli = Kepler theta (θ), in Oceanus Procellarum.
- Gassendi = Timocharis, in Mare Imbrium.
- Gastoni D. Aurel. = Airy B (Felix Chemla Lamech's Klepesta), ten oosten van Arzachel.
- Gauraei = Santbech, tussen de zuidelijke uiteinden van Mare Fecunditatis en Mare Nectaris.
- Gevartii = Rabbi Levi, ten noordwesten van Janssen.
- Ginnari = Brayley B, in Oceanus Procellarum.
- Giovanelli = Mersenius zeta (ζ), aan de westelijke rand van Mare Humorum.
- Golii = Censorinus N (Giovanni Battista Riccioli's Beda), tussen Mare Fecunditatis en Mare Nectaris.
- Grassi = Hahn, nabij de noordoostelijke rand van de maan.
- Grimbergeri = Fra Mauro sigma (σ).
- Gualteri = Hortensius, in Mare Insularum.
- Guasco = Pitiscus, ten noordnoordwesten van Hommel nabij de zuidzuidoostelijke rand van de maan.
- Guldini = Palmieri alpha (α), aan de zuidwestelijke rand van Mare Humorum.
- Gutschovii = Dionysius.

### H
- Haesteni = Mairan, in het zuidwestelijk gedeelte van Giovanni Battista Riccioli's Terra Pruinae tussen Sinus Iridum en Sinus Roris.
- Hardii = Parry, ten zuidzuidoosten van Fra Mauro.
- Haro = Eratosthenes.
- Hensii = Franklin, ten oosten van Lacus Somniorum.
- Herlici = Hansteen alpha (α) (The Arrowhead, de pijlpunt nabij het kraterduo Billy en Hansteen in het zuidelijke gedeelte van Oceanus Procellarum). The Arrowhead dankt deze bijnaam aan de gelijkenis met de vorm van een pijlpunt.
- Hevelii = Lubiniezky A, aan de westelijke rand van Mare Nubium, ten zuiden van Mare Cognitum.
- Hugenii = Mercurius, ten oosten van Lacus Temporis, nabij de noordoostelijke rand van de maan.
- Hypatiae = Sulpicius Gallus gamma (α), aan Montes Haemus, de zuidwestelijke rand van Mare Serenitatis.
- Hypparchi = Scoresby, nabij de noordpool van de maan.

### I
- Innocentii X = Ptolemaeus.
- Ioanni D. Sax. = Longomontanus, ten noordwesten van Clavius en ten zuidwesten van Tycho.
- Isabellae Reg. Hisp. = Manilius, in het noordoostelijk gedeelte van Mare Vaporum.
- Isenburgi = Almanon, ten noordnoordwesten van Rupes Altai.

### K
- Kepleri = Protagoras zeta (ζ), in Mare Frigoris.
- Kintschotii = Lansberg, in Mare Insularum.
- Kircheri = Malapert, nabij de zuidpool van de maan.
- Konie c Polski = Hommel, ten noordwesten van Boussingault en Helmholtz, nabij de zuidzuidoostelijke rand van de maan.

### L
- Lacus Masii = Lacus Excellentiae, ten zuiden van Mare Humorum.
- Lacus Panciroli = Plato.
- Lacus Possidoni = Grimaldi.
- Lacus Scientiae = Lacus Somniorum, ten noordoosten van Mare Serenitatis.
- Lafaillii = Posidonius.
- Langreni = Langrenus (deze benaming werd door de IAU officieel erkend en bleef de oorspronkelijke plaats op de maan behouden). Langrenus vormt het noordelijkste lid van het telescoopvriendelijke viertal Langrenus, Vendelinus, Petavius, Furnerius.
- Lantsbergi = Breislak, ten zuidzuidoosten van Maurolycus.
- Laucii = Kepler gamma (γ), in Oceanus Procellarum.
- Laurini = Isidorus, aan de noordelijke rand van Mare Nectaris.
- Le Pessier = Euler, in het zuidwestelijk gedeelte van Mare Imbrium.
- Lennoxis = Apianus, ten noordoosten van het kraterduo Aliacensis en Werner.
- Leopoldi Arch. Aust. = Maginus, ten noordoosten van Clavius.
- Leototi = Berosus, ten westzuidwesten van de walvlakte Gauss nabij de noordoostelijke rand van de maan.
- Leurechonii = Montes Spitzbergen, in het oostelijk gedeelte van Mare Imbrium.
- Ligni = Furnerius, het zuidelijkste lid van het opmerkelijke viertal Langrenus, Vendelinus, Petavius, Furnerius.
- Lini = Montes Teneriffe epsilon (ε).
- Littus Philippicum = anoniem gebied aan de westnoordwestelijke rand van de maan.
- Longevalli = Zagut, ten zuidwesten van Rupes Altai.
- Longevilli = Vendelinus, het tweede lid van het opmerkelijke viertal Langrenus, Vendelinus, Petavius, Furnerius.
- Longomontani = Mason of Plana, aan de zuidelijke rand van Lacus Mortis.
- Ludovici XIV Reg. Fran. = Alphonsus.
- Lutiani = Grove, in Lacus Somniorum, ten noordoosten van Mare Serenitatis.

### M
- Magini = Liebig gamma (γ), aan de westelijke rand van Mare Humorum.
- Magni = Capella B, tussen Mare Fecunditatis en Mare Nectaris.
- Malvezzi (Malvasia?) = Byrgius A (Hugh Percy Wilkins's en Patrick Moore's La Paz). Byrgius A, ten westen van Mare Humorum, is een stralenkrater met hoog albedo en wordt door waarnemers van totale maansverduisteringen gebruikt als ijkpunt om de positie van de rand van de aardschaduw te bepalen.
- Marci = Tobias Mayer A, in Montes Carpatus.
- Mare Astronomicum = Mare Frigoris.
- Mare Austriacum = Mare Imbrium.
- Mare Belgicum = Mare Tranquillitatis.
- Mare Borbonicum = Mare Nubium.
- Mare Caspium (De Moura) = Mare Crisium. Zie ook Michael van Langren's naam Moura (krater Cleomedes ten noorden van Mare Crisium).
- Mare de Popoli = Palus Epidemiarum, ten zuidwesten van Mare Nubium.
- Mare Eugenianum = Mare Serenitatis.
- Mare Langrenianum = Mare Fecunditatis.
- Mare Venetum = Mare Humorum.
- Mariae D. Mont. F. = Hadley, nabij de landingsplaats van Apollo 15 in Montes Apenninus.
- Mariae Imp. Rom. = Menelaus, in het zuidelijkste gedeelte van Montes Haemus, de zuidwestelijke rand van Mare Serenitatis.
- Mariannae Imper. F. = Calippus alpha (α), in Montes Caucasus.
- Martinitzi = Bettinus, van het kratertrio Zucchius-Bettinus-Kircher nabij de walvlakte Bailly aan de zuidzuidwestelijke rand van de maan.
- Masii = Gauricus, ten noorden van Tycho.
- Maximiliani Duc. Bava. = Clavius.
- Mazarinii = Alpetragius, ten zuidzuidwesten van Alphonsus.
- Medicaei = Bullialdus, in het westelijk gedeelte van Mare Nubium.
- Mersenni = Azophi.
- Mexiae = Reinhold, in Mare Insularum.
- Moleri = Baco B, ten zuidzuidoosten van Maurolycus.
- Mons S.Xaverii = oostelijk gedeelte van Cassini, aan de noordoostelijke rand van Mare Imbrium.
- Montes Austriaci = Montes Apenninus.
- Moreti = Picard gamma (γ), aan de zuidwestelijke rand van Mare Crisium.
- Morgues = gebied met laag albedo nabij Fourier, ten zuidwesten van Mare Humorum.
- Morini = Harpalus, in Sinus Roris, de westelijke uitloper van Mare Frigoris.
- Moura = Cleomedes, ten noorden van Mare Crisium, waar Michael van Langren de naam Mare Caspium (de Moura) aan gaf.

### N
- Nachara = Montes Harbinger beta (β), ten noordoosten van Aristarchus.
- Nassauii = Fracastorius, aan de zuidelijke rand van Mare Nectaris.
- Naudei = Argelander, ten oosten van Arzachel.
- Navei = Maskelyne, in het zuidelijk gedeelte van Mare Tranquillitatis.
- Neperi = Lubbock N, aan de noordwestelijke rand van Mare Fecunditatis (Giovanni Battista Riccioli's Alcuinus).
- Nirenbergeri = Wurzelbauer D (Hugh Percy Wilkins's en Patrick Moore's Hauet).
- Nobelarii = gebied met laag albedo omstreeks Drebbel E, tussen Lacus Excellentiae en de walvlakte Schickard.
- Noyelles = Piccolomini, ten zuiden van Mare Nectaris.
- Nuti = Zach (Giovanni Battista Riccioli's Arzet), ten oosten van Clavius, in het gebied dat door William Radcliffe Birt Terra Photographica werd genoemd.

### O
- Ocariz = Julius Caesar, aan de westelijke rand van Mare Tranquillitatis.
- Oceanus Philippicus = Oceanus Procellarum. Na Terra Dignitatis is Oceanus Philippicus het tweede grootste gebied waar Michael van Langren een benaming aan gaf.
- Ossolinski = Sirsalis A (Hugh Percy Wilkins's en Patrick Moore's Bertaud), ten zuidoosten van Grimaldi.
- Oxensterni = Snellius, ten zuidwesten van Petavius, ten noordwesten van Furnerius.

### P
- Pamphilii = Herschel.
- Pappi = Mare Humboldtianum.
- Parigi = Montes Riphaeus, de boogvormige bergketen aan de westelijke rand van Mare Cognitum.
- Philip Christ. Elect. Treu. = Vlacq, ten zuiden van Janssen.
- Philippi IV = Copernicus.
- Phorylidi = Mädler, in het noordwestelijk gedeelte van Mare Nectaris.
- Piccolomini = Catharina, ten westen van Mare Nectaris.
- Piperii = Montes Harbinger delta (δ) en eta (η), ten noordoosten van Aristarchus.
- Pironi = Kant, ten zuidwesten van Sinus Asperitatis en Mons Penck.
- Pitati = Mons Pico beta (β), in het noordoostelijk gedeelte van Mare Imbrium.
- Portus Adriaticus = gebied ten zuiden van Herigonius, ten noorden van Mare Humorum, omstreeks de Andreus heuvels en de heuvels Herigonius eta (η) en Herigonius pi (π) in het gebied met hoog albedo The Helmet.
- Portus Gallicus = gebied ten westen van Alphonsus, omstreeks Lassell in het oostelijk gedeelte van Mare Nubium.
- Portus S. Francisci = Hesiodus en Pitatus, aan de zuidelijke rand van Mare Nubium.
- Pozzo = Aristillus, in het oostelijk gedeelte van Mare Imbrium, in Giovanni Battista Riccioli's Palus Nebularum.
- Pratii = Bode, tussen Sinus Aestuum en Sinus Medii.
- Promontorium Argoli = gebied ten oostzuidoosten van Santbech, in het zuidelijkste gedeelte van Mare Fecunditatis.
- Promontorium Arzahel = gebied aan de westelijke rand van Mare Fecunditatis (ten zuiden van Promontorium Calippi).
- Promontorium Calippi = gebied aan de westelijke rand van Mare Fecunditatis (ten noorden van Promontorium Arzahel).
- Promontorium Cassiodori = gebied omstreeks of ten zuiden van Lubbock aan de westelijke rand van Mare Fecunditatis.
- Promontorium Cesaris = gebied ten noordoosten van Mädler tussen Sinus Asperitatis en Mare Nectaris.
- Promontorium Clavii = Promontorium Laplace, aan de noordoostelijke uitloper van Montes Jura, de boogvormige bergketen aan Sinus Iridum.
- Promontorium Cleomedis = gebied omstreeks Baily in het oostelijk gedeelte van Mare Frigoris.
- Promontorium Colombi = gebied omstreeks Agatharchides, ten noordoosten van Mare Humorum.
- Promontorium Henrizi D. Venet. = gebied omstreeks Letronne aan de zuidelijke rand van Oceanus Procellarum.
- Promontorium Methonis = Barbara Mesa (NASA gerelateerde bijnaam voor een equatoriaal gebied ten oosten van de landingsplaats van Apollo 11 in het zuidelijk gedeelte van Mare Tranquillitatis). Barbara Mesa is de noordelijke uitloper van Giovanni Battista Riccioli's Terra Mannae tussen Mare Fecunditatis en Mare Nectaris.
- Promontorium Procli = gebied aan de westelijke rand van Mare Fecunditatis (ten noordwesten van Promontoria Arzahel en Calippi).
- Promontorium S. Alberti = Mons Argaeus, aan de zuidoostelijke rand van Mare Serenitatis.
- Promontorium S. Dionisii = gebied ten zuidwesten van Darney en ten zuiden van Mare Cognitum.
- Promontorium S. Dominici = gebied in het noordwestelijk gedeelte van Oceanus Procellarum tussen Aristarchus en Sinus Roris.
- Promontorium S. Iacobi = gebied ten noordwesten van Bode, in Sinus Aestuum.
- Promontorium S. Ignatii = Sinus Concordiae aan de oostelijke rand van Mare Tranquillitatis.
- Promontorium S. Ludovici = gebied ten noorden van Hypatia, tussen Sinus Asperitatis en Mare Tranquillitatis, ten zuiden van de landingsplaats van Apollo 11.
- Promontorium S. Michaelis = Montes Secchi, aan de noordwestelijke rand van Mare Fecunditatis.
- Promontorium S. Petri = gebied ten noordwesten van Lalande, westwaarts van Sinus Medii.
- Promontorium S. Vincetii = Promontorium Heraclides, het zuidelijke uiteinde van de boogvormige Montes Jura aan Sinus Iridum.
- Promontorium Salamona = gebied omstreeks Hansteen, in het zuidwestelijk gedeelte van Oceanus Procellarum.
- Ptolomaei = Christian Mayer, ten noorden van het oostelijk gedeelte van Mare Frigoris.
- Puteani = Proclus, tussen Mare Crisium en Palus Somnii.
- Pythagorae = Pythagoras (deze benaming werd door de IAU officieel erkend en bleef de oorspronkelijke plaats op de maan behouden).
- Pythias = Keldysh (Hercules A) (Felix Chemla Lamech's Dominique), ten westzuidwesten van Endymion.

### Q
- Quaresini = Lee eta (η), aan de zuidelijke rand van Mare Humorum.
- Quesada = Milichius gamma (γ), in Mare Insularum.

### R
- Radsevillii = Gemma Frisius, ten noorden van Maurolycus.
- Ramirii = Firmicus, ten zuidzuidoosten van Mare Crisium, ten westen van Mare Undarum.
- Rantsovii = Thebit, ten oosten van Rupes Recta.
- Rechbergeri = Sharp, ten westen van Sinus Iridum.
- Recki = Hainzel, ten zuidwesten van Palus Epidemiarum en Lacus Timoris, ten oosten van de walvlakte Schickard.
- Regiomontani = Endymion C.
- Regius Fluvius = Mare Spumans en Mare Undarum.
- Reithae = Autolycus, in Giovanni Battista Riccioli's Palus Nebularum, het oostnoordoostelijk gedeelte van Mare Imbrium.
- Rho = Clairaut A, ten zuiden van Maurolycus.
- Ricci = Euler beta (β), in het zuidwestelijk gedeelte van Mare Imbrium. Op de Rand McNally maankaart is Euler beta een onderdeel van de Lothrop heuvels (Lothrop hills). De door de Internationale Astronomische Unie (IAU) officieel erkende benaming voor Euler beta is Mons Vinogradov.[1]
- Richardi = Marius B, in Oceanus Procellarum.
- Robervalis = Wolf (Giovanni Battista Riccioli's Munosius), in Mare Nubium.
- Roma = Archimedes.
- Rosetti = Lalande, ten noordnoordoosten van Mare Nubium.
- Rubenii = Lacus Timoris, ten zuiden van Palus Epidemiarum.

### S
- Saavedrae = gebied met laag albedo op de vloer van de walvlakte Schickard, nabij de zuidwestelijke rand van de maan.
- S.Bedae = Atwood, Bilharz, Naonobu (het opvallende kratertrio Langrenus B, F, en K ten noordwesten van Langrenus).
- Scala = Cruger, ten zuiden van Grimaldi (Cruger kan aanzien worden als een verkleinde versie van Plato, dit dankzij het zeer lage albedo van de vloer van deze krater).
- Scheineri = Louville, in Giovanni Battista Riccioli's Terra Pruinae tussen Sinus Iridum en Sinus Roris.
- Schonbergeri = Mons Piton, in het noordoostelijke gedeelte van Mare Imbrium.
- Schotenii = Montes Recti epsilon (ε), in het noordelijke gedeelte van Mare Imbrium.
- Schyrlei = Abenezra.
- Scialli = Kunowsky, in Mare Insularum.
- Segueri = Stevinus, ten noordwesten van Furnerius, het vierde en zuidelijkste lid van het opmerkelijke viertal Langrenus, Vendelinus, Peravius en Furnerius, nabij de zuidoostelijke rand van de maan.
- Seneschali = Alfraganus alpha (α), ten westen van Sinus Asperitatis.
- Sfondrati = Seleucus, in het noordwestelijk gedeelte van Oceanus Procellarum, nabij de westnoordwestelijke rand van de maan.
- Silgero = Montes Harbinger delta (δ) en eta (η), ten noordoosten van Aristarchus.
- Simpilii = Marius A (Hugh Percy Wilkins's en Patrick Moore's Barangé), in Oceanus Procellarum.
- Sinus Athlanticus = het zuidoostelijk gedeelte van Mare Imbrium, waar zich Eratosthenes en Timocharis bevinden.
- Sinus Batavicus = Sinus Asperitatis en Mare Nectaris.
- Sinus Eratosthenis = Sinus Successus, het noordoostelijk gedeelte van Mare Fecunditatis.
- Sinus Geometricus = Sinus Iridum.
- Sinus Medius = Sinus Medii, ten zuiden van Mare Vaporum.
- Sinus Opticus = Sinus Amoris, ten oosten van de landingsplaats van Apollo 17 in het Taurus-Littrow gebied.
- Sinus Principis = Sinus Roris, ten westzuidwesten van Mare Frigoris.
- Slavatae = Horrocks, aan de noordoostelijke rand van de walvlakte Hipparchus, ten zuidoosten van Sinus Medii.
- S.Marci = Gassendi A (Hugh Percy Wilkins's en Patrick Moore's Clarkson), ten noorden van Mare Humorum.
- Snellii = Isidorus F, tussen Mare Fecunditatis en Mare Nectaris.
- Spada = Marius, in Oceanus Procellarum.
- Spinola = Lilius, krater met geprononceerde centrale piek (Lilius alpha, α) ten oostnoordoosten van Clavius.
- Stratii = Ukert, ten noorden van Sinus Medii.

### T
- Tacquetti = Promontorium Laplace Alpha (α), in het noordelijk gedeelte van Mare Imbrium, nabij Sinus Iridum.
- Tassis = Geber, ten westen van het noordelijk gedeelte van Rupes Altai.
- Taye = Boscovich, ten zuidoosten van Mare Vaporum.
- Terra Dignitatis = het zuidelijke bekraterde gebied tussen Mare Nubium, Mare Nectaris, en de zuidpool.
- Terra Honoris = het bekraterde gebied omstreeks de noordpool.
- Terra Iustitiae = het gebied aan de westzuidwestelijke rand van de maan.
- Terra Laboris = het bekraterde gebied ten oostnoordoosten en ten westzuidwesten van Sinus Iridum.
- Terra Pacis = het gebied aan de oostzuidoostelijke rand van de maan.
- Terra Sapientiae = het bekraterde gebied ten noorden van Mare Crisium.
- Terra Temperantiae = het bekraterde gebied tussen Mare Fecunditatis en Mare Nectaris.
- Terra Virtutis = Palus Putredinis en Giovanni Battista Riccioli's Palus Nebularum. De benaming Palus Nebularum is nog te vinden op maankaarten van de twintigste eeuw, maar werd door de Internationale Astronomische Unie (IAU) onofficieel verklaard.
- Thales = Bürg, in Lacus Mortis, ten noordoosten van Mare Serenitatis.
- Thebit = Luther zeta (ζ), in het noordelijk gedeelte van Mare Serenitatis.
- Theresae Hispa. Inf. = Calippus theta (θ), eta (η), omega (ω), in Montes Caucasus.
- Thomae D. Sab. = Kepler, in Oceanus Procellarum.
- Timochari = Timaeus, aan de noordelijke rand van Mare Frigoris.
- Tirelli = Diophantus, in het westelijk gedeelte van Mare Imbrium.
- Torii = Mare Crisium tau (τ).
- Trautmansdorffii = Hind, ten zuidoosten van de walvlakte Hipparchus en ten noordoosten van Albategnius. Hind is een onderdeel van de gekromde reeks van vier gevormd door de kraters Halley, Hind, Hipparchus C en Hipparchus L.
- Trederi = Zöllner, ten westen van Sinus Asperitatis.
- Triestis = Petavius, het derde exemplaar in de opvallende rij van vier relatief grote kraters nabij de oostzuidoostelijke rand van de maan, gevormd door Langrenus, Vendelinus, Petavius, Furnerius.
- Tucheri = Macrobius, ten noordwesten van Mare Crisium.

### U
- Ulloae = Taylor, de ellipsvormige krater ten noordnoordoosten van de landingsplaats van Apollo 16.
- Urselii = Agrippa.

### V
- Valerii = Playfair, ten noordoosten van het opvallende kraterpaar Werner en Aliacensis.
- Vici = gebied met laag albedo op de vloer van de walvlakte Schickard, nabij de zuidwestelijke rand van de maan.
- Vlacci = Capella, ten noorden van Mare Nectaris.
- Vladislai IV Reg. Pol. = Tycho.
- Vossii = Cepheus, tussen Lacus Somniorum en Lacus Temporis.
- Vulleri = Alhazen alpha (α), aan de oostelijke rand van Mare Crisium.

### W
- Wassenarii = Torricelli, in Sinus Asperitatis.
- Wegii = Pentland, ten oostzuidoosten van Clavius, nabij de zuidzuidoostelijke rand van de maan.
- Welperi = Colombo, aan de zuidzuidwestelijke rand van Mare Fecunditatis.
- Wendelini = de sterk verweerde krater Maskelyne A, ten zuidoosten van NASA's Barbara Mesa aan de noordelijke rand van Giovanni Battista Riccioli's Terra Mannae tussen Mare Fecunditatis en Mare Nectaris. De benaming Barbara Mesa werd kort voor de missie van Apollo 11 gegeven als onderdeel van een reeks landschapskenmerken in de westwaartse aanvliegroute van LM Eagle ten oosten van de eigenlijke landingsplaats van Apollo 11 (Statio Tranquillitatis). Aan de noordelijke rand van Maskelyne A (van Langren's Wendelini) bevindt zich Bear Mountain.
- Wilhelmi Lantgravii = Mee, ten zuidwesten van Lacus Timoris, ten oosten van de walvlakte Schickard.
- Wisilii = Street, net ten zuiden van Tycho.
- Wolfgangi D. Neoburgi = Wilhelm, ten westen van Tycho.
- Wolfii = Lindenau, ten zuiden van Rupes Altai.

### X
- Xenophanis = Strabo, ten noordnoordwesten van Endymion.

### Z
- Zamosci = het opvallende kraterduo Steinheil en Watt, ten westnoordwesten van Mare Australe aan de zuidzuidoostelijke rand van de maan.
- Zylii = Theaetetus, in het meest oostelijke gedeelte van Mare Imbrium, ten westen van Montes Caucasus.